# Microgaster memorata
Microgaster memorata är en stekelart som beskrevs av Papp 1971. Microgaster memorata ingår i släktet Microgaster och familjen bracksteklar. Inga underarter finns listade i Catalogue of Life.